# Bisset-Bambus
Der Bisset-Bambus (Phyllostachys bissetii) ist eine Bambus-Art der Gattung Phyllostachys. Durch seine Winterhärte ist er in Europa als Zierpflanze beliebt.

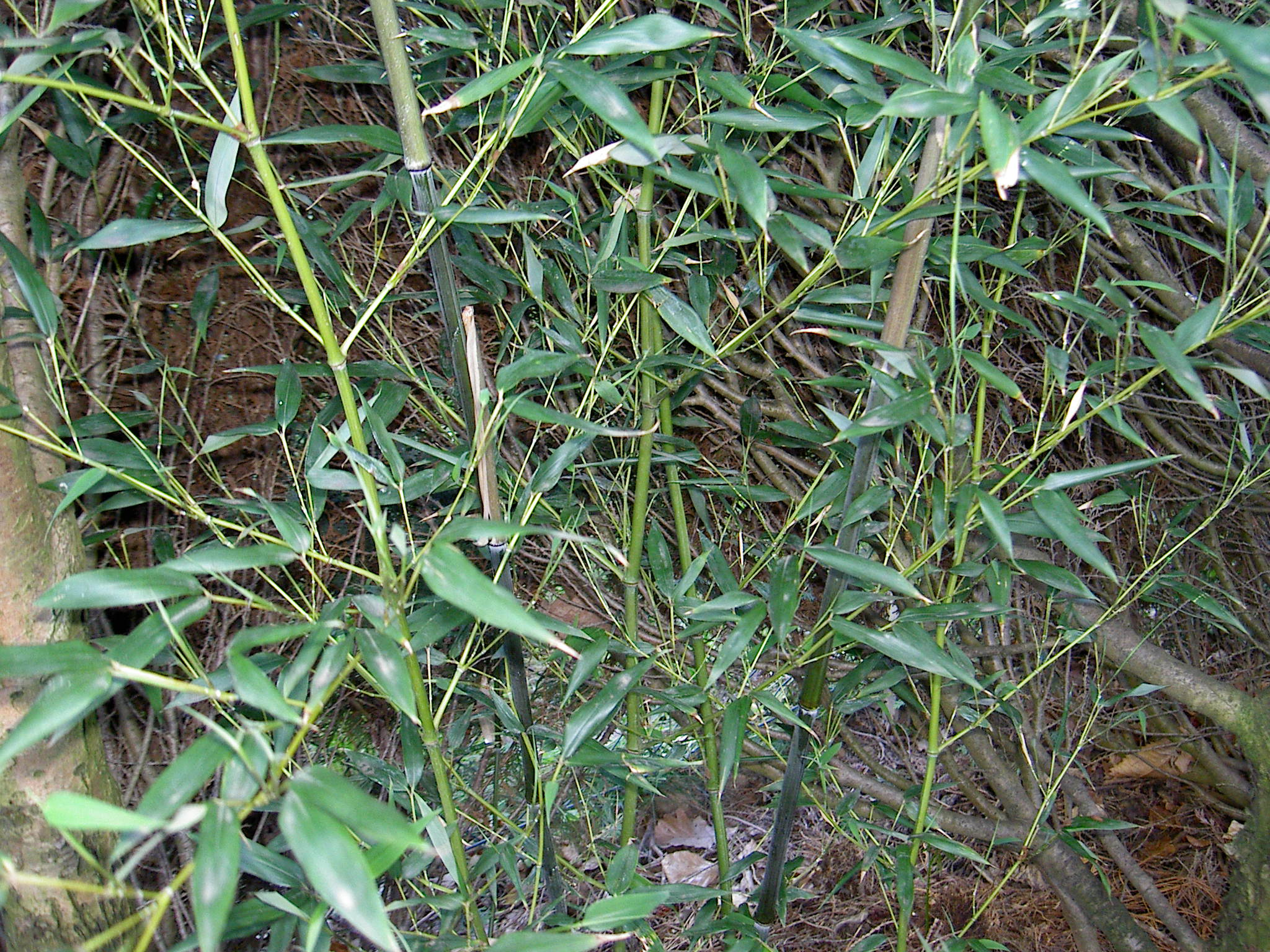
Halme und Blätter

## Beschreibung
Der Bisset-Bambus hat 5 bis 6 Meter hohe Halme mit einem Durchmesser von etwa 2 Zentimetern. Die Internodien sind zuerst rötlichgrün, später grün bis graugrün. Sie sind bis 25 Zentimeter lang, üblicherweise kahl und weiß bemehlt. Der unterste Abschnitt kann rau sein und mit kurzen, aufgerichteten Haaren bewachsen. Die Wandstärke beträgt etwa 4 Millimeter. Der obere Teil der Knoten steht etwas weiter hervor als der untere Teil (die Blattscheidennarbe). Die Halmscheiden sind dunkel bis hellgrün, leicht rötlich eingefärbt, ungefleckt oder mit weißen Streifen oder sehr kleinen braunen Flecken bedeckt. Selten sind sie nahe tiefliegender Knoten behaart. Meist sind sichelförmige, grüne bis rötlichgrüne Öhrchen vorhanden, Borsten können fehlen. Die bogenförmigen und bewimperten Blatthäutchen sind rötlich und 1 bis 2 Millimeter lang. Die Halmblattspreiten stehen aufrecht und sind tiefgrün oder leicht ins rötliche gefärbt. Die Blattform der Halmblätter ist schmal dreieckig oder dreieckig-lanzettlich. Es werden gewöhnlich zwei Laubblätter je Endzweig gebildet. Bei jungen Blättern findet man Öhrchen und Borsten, die später abfallen. Die Blatthäutchen sind etwas herausragend, die Blattspreiten werden 7 bis 11 Zentimeter lang und 1,2 bis 1,6 Zentimeter breit.

## Verbreitung
Der Bisset-Bambus stammt aus Sichuan in Zentralchina und aus Zhejiang.

## Taxonomie
Der Bisset-Bambus wurde 1956 von Floyd Alonzo McClure in Journal of the Arnold Arboretum Band 27 Seite 180 als Phyllostachys bissetii erstbeschrieben. Der Name verweist auf den amerikanischen Botaniker David Bisset, der diesen Bambus 1941 in den USA eingeführt hat.

## Kultur und Verwendung
In China werden aus den Halmen Tragstangen hergestellt. Aus den in Streifen geschnittenen Halmen werden Gebrauchsgegenstände wie Körbe gefertigt. Die Sprossen sind essbar, auch roh als Salat.
Die Pflanze ist winterhart und verträgt Temperaturen von −20 °C bis −25 °C, es ist der winterhärteste Phyllostachys und wird in Mitteleuropa als Zierpflanze verwendet.

## Nachweise